# Bilillo
José Ignacio Dermit Campos (Bilbao, País Vasco 12 de octubre de 1954) conocido como Bilillo, es un cantautor español, antiguo líder de Los Santos.

## Biografía y trayectoria musical
Bilillo nació el 12 de octubre de 1954 en Bilbao, quinto hijo del ciclista Jesús Dermit y de Teresa Campos, creció en la misma ciudad y en 1976 se licenció en Historia en la Universidad de Deusto. Desde entonces se ha dedicado a la enseñanza, actividad que ha compaginado con su dedicación a la música.
En 1981, junto con José Antonio López-Iturriaga y Alberto Arzúa, forma Los Santos, grupo fundamental de la escena pop bilbaína que a principios de los años 80, experimentó un cierto auge, con grupos como Zarama, Rufus, Impecables, etc. Los Santos ganaron varios concursos, telonearon a Nacha Pop, The Kinks y Tina Turner, grabaron un sencillo cuya cara B (Tú, tú, tú) se convirtió en un éxito local y sonó lo suficiente para hacerles conocidos a nivel nacional. A ello contribuyó el aprecio que mostraron por su música reputados comentaristas como Carlos Tena o Juan de Pablos, que etiquetó acertadamente su estilo como pop crispado. Tocaron dos veces en Rockola y consiguieron un directo muy potente que superaba ampliamente la calidad de sus grabaciones, la última de las cuales fue un LP editado por Fonomusic en 1986. Los Santos se disolvieron ese mismo año como consecuencia, en parte, de la irrupción del rock radical vasco.
En 1995 Bilillo y Alberto Arzúa intentaron resucitar el grupo que, tras actuar varias temporadas en diversos locales vizcaínos, se disolvió definitivamente en 1999.
Bilillo continuó componiendo canciones y en 2006 contacta con Edu Basterra, polifacético músico bilbaíno, con el que comienza a actuar en el circuito musical local en formato de dúo acústico, y que será el productor de los dos discos que ha publicado hasta la fecha.
En 2009 edita Vago, que ofrecía una recapitulación de treinta años de evolución musical, incluyendo algunas canciones que Los Santos no había aprovechado en su momento. Grabado en el estudio de Saúl Santolaria (SweetSaulMusic), con músicos de contrastada categoría (Carlos Velasco, Edu Basterra, etc), mereció muy buenas críticas de los medios locales y su necesaria defensa en los escenarios provocó la creación de Los Sullos, grupo actual de Bilillo.
En 2014 edita El Sur de Armenia, cuyas trece canciones reflejan la actualidad creativa de su autor. Producido por Edu Basterra, grabado en estudio de Saúl Santolaria (SweetSaulMusic), cuenta con la colaboración de Francis Díez, líder del grupo Doctor Deseo, referente de la escena musical bilbaína.

## Estilo e influencias
La educación musical de Bilillo consistió fundamentalmente en la escucha del rock británico de los años 60, Beatles y Kinks fundamentalmente, además de los cantautores americanos Bob Dylan, Neil Young y Leonard Cohen. De tiempos posteriores son las influencias de Elvis Costello, Nick Lowe, Ryan Adams y Lucinda Williams. Entre los artistas españoles las principales referencias son Antonio Vega y Enrique Urquijo.

## Discografía en solitario
* Vago (2009)
1. La posada de la Muerte
2. Vago
3. La escoba de una bruja
4. El proscrito
5. El ángel del perdón
6. Madrid
7. Amor zulú
8. El descanso del camellero
9. Fly, fly, my sultan
10. La chica del Torrejón
11. El ángel del perdón (acúsitica)

* El Sur de Armenia (2014)
1. El Sur de Armenia
2. Solo a veces
3. Alegría y Felicidad
4. Destino
5. Subiendo lentamente al Cielo
6. Quitando importancia
7. Insectos
8. Un rock&roll en latín
9. Tierras baldías. Colaboración de Francis Díez (Doctor Deseo)
10. Vivo en mí
11. La radio en la noche
12. Domingos
13. Virus nacional